# Peleteria maura
Peleteria maura är en tvåvingeart som beskrevs av Chao och Shi 1982. Peleteria maura ingår i släktet Peleteria och familjen parasitflugor. Inga underarter finns listade i Catalogue of Life.